# Stephanocleonus
Stephanocleónus  — рід жуків родини Довгоносики (Curculionidae). У вивченні цього роду неабияку роль відіграла М. Є. Тер-Мінасян.

## Зовнішній вигляд
Жуки цього роду мають середні або досить великі розмір: 9.5-14.2  мм у довжину. Основні ознаки:
- головотрубка звичайно вигнута донизу і паралельнобічна, посередині зверху з поздовжніми 1-3 кілями або опуклостями;
- 1-й  членик джгутика вусиків довший за 2-й;
- ширина передньоспинки більша, ніж її довжина, біля переднього краю з перетяжкою по боках, за якою основа її опукла з боків; є лопаті за очима;
- задньогруди між передніми та заднімитазиками коротші за діаметр середніх тазиків;
- надкрила за серединою розширені й опуклі, від основи до вершини — з поздовжними крапковими борозенками, проміжки між якими трохи опуклі; крил немає;
- 1-й та 2-й членики задніх лапок звичайно видовжені, 2-й довший за 3-й, а 3-й має хоча б рудиментарну губчасту підошву; лапки знизу вкриті товстими шипами.

Фотографії видів цього роду дивись на.

## Спосіб життя
Не вивчений, ймовірно він подібний до способу життя інших Cleonini. Мешканці рівнинних та гірських степів, на висоті до 4000 м. Личинки Stephanocleonus fossulatus розвиваються у корінні полину. Кормові рослини личинок решти видів невідомі, але дорослі жуки живилися на реомюрії (родина Тамариксові), цибулях (Лілійні), полину й брахантемумі (Айстрові), злаках (Тонконогові), імаго знаходили також на віниччі сланкому (родина Капустяні).

## Географічне поширення
Ареал роду лежить в основному у межіх Східної Палеарктики — в Середній Азії, Казахстані, Сибіру, Туві, Монголії.
В фауні України зареєстровані два види цього роду. На захід вони поширюються лише до межі колишніх степів (Молдова, Угорщина).

## Класифікація

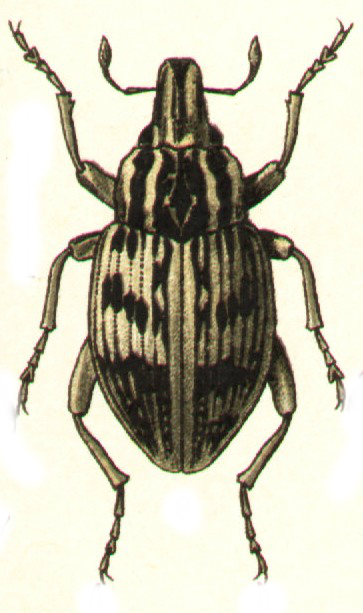
Довгоносик Stephanocleonus nassidormis (Goeze, 1777)

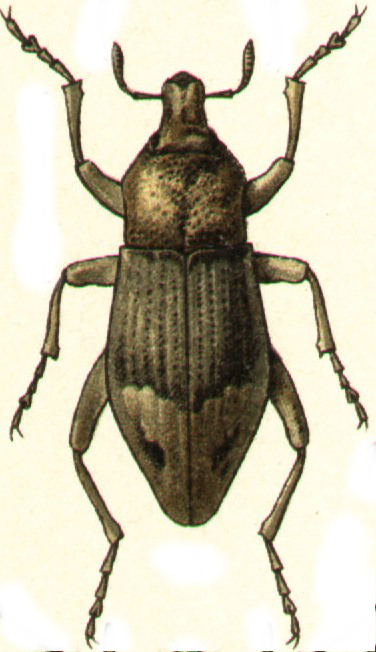
Довгоносик Stephanocleonus thoracicus (Fischer von Waldheim, 1835)

За кількістю видів рід Stephanocleonus набагато більший, ніж решта родів Cleonini, а у підродині Lixinae він за цим показником поступається лише роду Lixus. Найвагоміший внесок у таксономію роду внесла М. Є. Тер-Минасян, яка розділила рід на підроди та описала 37 видів як нових для науки (три — у співавторстві). Загалом у роді Stephanocleonus]] описано понад 120 видів, два з яких мають по два підвиди. Всі види розподілені на п'ять підродів. Перелік їх наведено нижче, види української фауни виділено кольором:
| subgenus Deracanthopsis Voss, 1967 - Stephanocleonus bogdoensis Ter-Minasian, 1978 - Stephanocleonus gemellus approximate Voss, 1967 - Stephanocleonus gemellus gemellus Voss, 1967 subgenus Eremocleonus Ter-Minasian, 1974 - Stephanocleonus chankanus Suvorov, 1915 - Stephanocleonus costatus (Gebler, 1832) - Stephanocleonus fascicularis (Gebler, 1833) - Stephanocleonus ferox Faust, 1883 - Stephanocleonus gobianus Suvorov, 1912 - Stephanocleonus hirtipes Faust, 1904 - Stephanocleonus potanini Faust, I890 - Stephanocleonus shansiensis Ter-Minasian, 1988 - Stephanocleonus superciliosus (Gebler, 1832) subgenus Sanzia Alonso-Zarazaga & Lyal, 1999 - Stephanocleonus hexagraptus Petri, 1915 - Stephanocleonus macrogrammus Petri, 1914 - Stephanocleonus microgrammus (Gyllenhal, 1834) - Stephanocleonus tetragrammus (Pallas, 1781) subgenus Stephanocleonus Motschulsky, 1860 - Stephanocleonus albinae Reitter, 1895 - Stephanocleonus albithorax Ter-Minasian, 1972 - Stephanocleonus amurensis Ter-Minasian, 1976 - Stephanocleonus anceps Chevrolat, 1873 - Stephanocleonus audax Faust, 1883 - Stephanocleonus bifasciatus Ter-Minasian, 1979 - Stephanocleonus bonus Ter-Minasian, 1979 - Stephanocleonus brunnipes Faust, 1904 - Stephanocleonus canaliculatus (Gebler, 1830) - Stephanocleonus chevrolati Faust, 1883 - Stephanocleonus chinensis Faust. 1904 - Stephanocleonus coelebs Faust, 1883 - Stephanocleonus colossus Faust, 1904 - Stephanocleonus comicus Faust, 1904 - Stephanocleonus confessus Faust, 1904 - Stephanocleonus corpulentus Voss, 1967 - Stephanocleonus corrugans Faust, 1883 - Stephanocleonus deportatus Chevrolat, 1873 - Stephanocleonus depresses (Gebler, 1830) - Stephanocleonus divisivenlris Marshall, 1936 - Stephanocleonus dttbius Faust, 1904 - Stephanocleonus edithae Reitter. 1895 - Stephanocleonus eduardi Ter-Minasian & Korotyaev, 1978 - Stephanocleonus eous Ter-Minasian. 1976 - Stephanocleonus erudites Faust, 1890 - Stephanocleonus exiguus Faust, 1904 - Stephanocleonus favens Faust. 1884 - Stephanocleonus felicilanus Reitter, 1895 - Stephanocleonus fenestrates (Pallas, 1781) - Stephanocleonus fossulatus (Fischer von Waldheim, 1823) - Stephanocleonus foveifrons Chevrolat, 1873 - Stephanocleonus grigorievi Suvorov. 1915 - Stephanocleonus hammarstromi Faust, 1890 - Stephanocleonus henningii (Fåhraeus, 1842) - Stephanocleonus hexagrammus (Fåhraeus, 1842) - Stephanocleonus margineguttatus Chevrolat, 1873 - Stephanocleonus ignobilis Faust, 1883 - Stephanocleonus impressicollis (Fåhraeus, 1842) - Stephanocleonus illex Faust, 1904 - Stephanocleonus incertus Ter-Minasian. 1972 - Stephanocleonus incognitas Ter-Minasian. 1990 - Stephanocleonus ingratus Ter-Minasian, 1979 - Stephanocleonus inopinatus Ter-Minasian. 1972 - Stephanocleonus isochromus Suvorov, 1912 - Stephanocleonus ithae Reitter, 1895 - Stephanocleonus jakovlevi Faust, 1893 - Stephanocleonus jenisseices Ter-Minasian, 1978 - Stephanocleonus johannis Reitter, 1895 - Stephanocleonus jucundus Faust, 1890 - Stephanocleonus kobdoanus Suvorov, 1915 - Stephanocleonus korinii (Fåhraeus, 1842) | - Stephanocleonus kozlovi Suvorov, 1912 - Stephanocleonus labilis Faust, 1895 - Stephanocleonus leucopterus (Fischer von Waldheim, 1823) - Stephanocleonus leucostis (Suvorov, 1912) - Stephanocleonus ljudmilae Ter-Minasian & Korotyaev, 1978 - Stephanocleonus lukjanovitschi Ter-Minasian, 1975 - Stephanocleonus mannerheimi Chevrolat, 1873 - Stephanocleonus marginatus (Fischer von Waldheim, 1823) - Stephanocleonus medvedevi Ter-Minasian, 1989 - Stephanocleonus mirabilis Ter-Minasian, 1990 - Stephanocleonus montanus Ter-Minasian, 1990 - Stephanocleonus nassiformis (Goeze, 1777) - Stephanocleonus frontatus (Fischer von Waldheim, 1823) - Stephanocleonus novus Ter-Minasian, 1978 - Stephanocleonus nubilus (Fåhraeus, 1842) - Stephanocleonus opportunus Faust, 1890 - Stephanocleonus optimus Ter-Minasian, 1978 - Stephanocleonus paradoxus changajensis Voss, 1967 - Stephanocleonus paradoxus paradoxus (Fåhraeus, 1842) - Stephanocleonus pellax Ter-Minasian, 1979 - Stephanocleonus perscitus Faust. 1883 - Stephanocleonus persimilis Faust, 1904 - Stephanocleonus planirostris Faust, 1883 - Stephanocleonus postfemoralis Ter-Minasian, 1970 - Stephanocleonus posttibiaiis Voss, 1967 - Stephanocleonus prasolovi Ter-Minasian, 1990 - Stephanocleonus przewalskyi Faust, 1887 - Stephanocleonus renardii (Gebler. 1848) - Stephanocleonus roddi Suvorov, 1912 - Stephanocleonus sahlbergi Faust, 1890 - Stephanocleonus semenovi Faust, 1883 - Stephanocleonus setinasus Faust, 1890 - Stephanocleonus similis Ter-Minasian, 1978 - Stephanocleonus simulans Faust, 1883 - Stephanocleonus sinitsyni Legalov, 1999 - Stephanocleonus spissus Faust, 1904 - Stephanocleonus sublaevigatus Ter-Minasian, 1972 - Stephanocleonus suffusus Faust, 1904 - Stephanocleonus suspiciosus Faust, 1904 - Stephanocleonus tardus Faust, 1904 - Stephanocleonus tibetanus Suvorov, 1915 - Stephanocleonus timidus Faust, 1887 - Stephanocleonus tricarinatus (Fischer von Waldheim, 1823) - Stephanocleonus trifasciatus Faust, 1891) - Stephanocleonus tshuicus Suvorov, 1912 - Stephanocleonus tuvensis Ter-Minasian, 1978 - Stephanocleonus verestschagini Suvorov, 1912 - Stephanocleonus versutus Faust, 1904 subgenus Taeniocleonus Ter-Minasian, 1974 - Stephanocleonus albofasciatus Ter-Minasian, 1972 - Stephanocleonus altaicus Ter-Minasian & Korotyaev, 1978 - Stephanocleonus argenteus Ter-Minasian. 1989 - Stephanocleonus compressicollis (Faldermann, 1835) - Stephanocleonus dutensis Ter-Minasian, 1989 - Stephanocleonus ehnbergi Faust, 1890 - Stephanocleonus excisus Reitter, 1895 - Stephanocleonus giganteus Ter-Minasian, 1970 - Stephanocleonus glaucimis Suvorov, 1912 - Stephanocleonus grumi Suvorov, 1912 - Stephanocleonus helenae Ter-Minasian, 1972 - Stephanocleonus improcerus Suvorov, 1912 - Stephanocleonus jacobsoni Faust, 1904 - Stephanocleonus koeppeni Faust, 1904 - Stephanocleonus korotyaevi Ter-Minasian, 1979 - Stephanocleonus lucluosus Faust, 1895 - Stephanocleonus muchei Voss, 1967 - Stephanocleonus parallelistriis Ter-Minasian, 1972 - Stephanocleonus ponomarenkoi Ter-Minasian, 1990 - Stephanocleonus sibiricus Ter-Minasian, 1970 - Stephanocleonus suvorovi Legalov, 1999 - Stephanocleonus thoracicus (Fischer von Waldheim, 1835) - Stephanocleonus waldheimi Faust, 1904 |

## Практичне значення
Вид Stephanocleonus tetragrammus занесений до Червоної книги Російської Федерації і, відповідно, до низки регіональних Червоних книг Росії (див., наприклад,). До Червоної книги Ростовської області, крім цього виду, внесений також Stephanocleonus microgrammus.